# ジュンソプ
シン・ジュンソプ（1998年2月4日 - ）は、韓国の歌手、俳優。元MYTEENのメンバー

## 出演

### テレビドラマ
- 私のIDはカンナム美人 第1話 - 第3話（2018年7月27日 - 8月3日、JTBC） - ト・ギョンソク（中学時代）役[1]
- ７日間ロマンス（2019年10月8日 - 11月7日、WHYNOT 화이브라더스코리아）- ハン・ジョンウ役
- ソロじゃなくてメロ（2020年10月13日 - 11月4日、Seezn WHYNOT）- ハン・ジョンウ役
- ７日間ロマンス2（2020年12月29日 - 2021年月日、WHYNOT Seezn）- ハン・ジョンウ役